# SMS Zrínyi (1910)
SMS Zrínyi – austro-węgierski przeddrednot typu Radetzky. Został nazwany na cześć chorwackiej rodziny szlacheckiej Zrinski. „Zrínyi” razem ze swoimi siostrzanymi okrętami, „Erzherzogiem Franzem Ferdinandem” i „Radetzky”, były ostatnimi austro-węgierskimi przeddrednotami, a ich następcami były o wiele mocniejsze drednoty typu Tegetthoff.
W czasie I wojny światowej „Zrínyi” służył na Morzu Adriatyckim w II Dywizjonie Pancerników. W maju 1915 roku okręt ostrzelał Senigallię, w ramach większej operacji ostrzału Ankony. Aliancka kontrola Cieśniny Otranto oznaczała, że austro-węgierska flota była praktycznie uwięziona na Adriatyku. Jednak obecność okrętów Cesarsko-Królewskiej Marynarki Wojennej w tamtym rejonie związała znaczne siły morskie Ententy.
W związku z niekorzystnym obrotem wojny dla Austro-Węgier pod koniec 1918 roku, „Zrínyi” miał zostać przekazany nowo utworzonemu Państwu Słoweńców, Chorwatów i Serbów. 10 listopada 1918 roku, dzień przed zakończeniem wojny, oficerowie marynarki wypłynęli okrętem z Puli i ostatecznie poddali się amerykańskiej eskadrze ścigaczy okrętów podwodnych. Po przekazaniu okrętu Stanom Zjednoczonym, został on na krótko przemianowany na USS Zrínyi. Zgodnie z Traktatem z Saint-Germain-en-Laye, przekazanie okrętu Stanom Zjednoczonym nie zostało uznane i zamiast tego oddano go Włochom, gdzie ostatecznie został zezłomowany.

## Geneza
Prace projektowe nad nowym typem pancerników rozpoczęły się około dwa tygodnie po wprowadzeniu do służby okrętu SMS „Erzherzog Friedrich”, przeddrednota typu Erzherzog Karl, co miało miejsce 30 kwietnia 1904 roku. Pod koniec lipca 1905 roku dowódca austriackiej marynarki, admirał Rudolf Montecuccoli, przedstawił swoją wizję rozbudowanej austro-węgierskiej floty. Flota miała się składać z 12 pancerników, 4 krążowników pancernych, 8 krążowników rozpoznawczych, 18 niszczycieli, 36 dużych kutrów torpedowych i 6 okrętów podwodnych. Między 25 a 29 września 1905 roku sekcja projektowa floty przygotowała pięć projektów nowego typu pancernika. Główny projektant, Siegfried Popper, poparł koncepcję budowy drednota, jednak ostatecznie ustąpił, przyznając, że jego budowa wymagałaby budowy nowego pływającego suchego doku, co znacznie zwiększyłoby koszty projektu. Komisja projektowa wybrała piąty projekt, który po dokonanych poprawkach zakładał przeddrednot uzbrojony w cztery działa kal. 305 mm w dwóch podwójnych wieżach i osiem dział kal. 240 mm w czterech podwójnych wieżach na burtach. W ten sposób powstał ostatni typ przeddrednotów Austro-Węgierskiej Marynarki Wojennej – typ Radetzky.

## Konstrukcja
SMS „Zrínyi” został zbudowany w Stabilimento Tecnico Triestino w Trieście. Stępkę pod okręt położono 15 listopada 1908 roku, a zwodowano go 12 kwietnia 1910 roku. „Zrínyi” był ostatnim ukończonym pancernikiem typu Radetzky i został wprowadzony do służby w Austro-Węgierskiej Marynarce Wojennej 15 września 1911 roku.

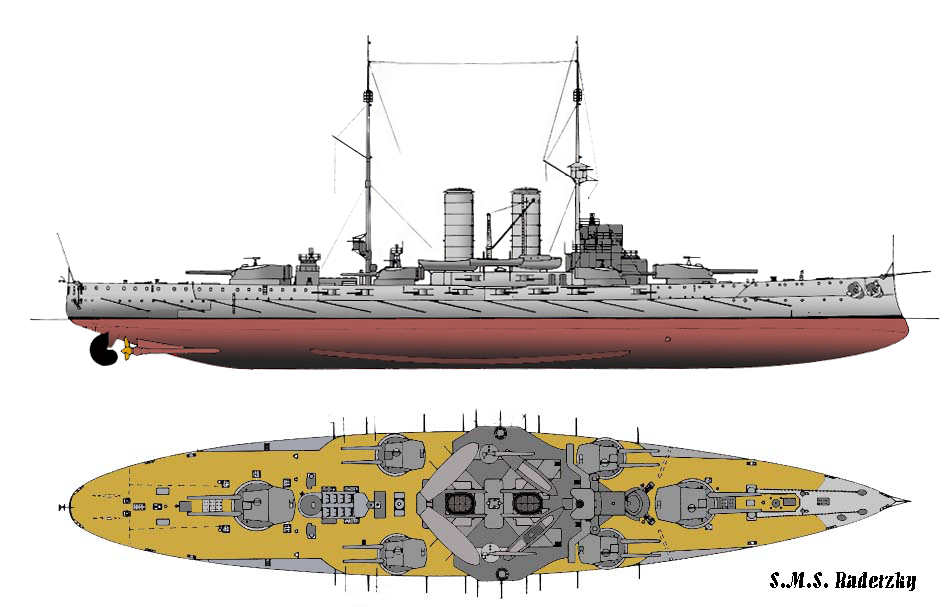
Rzut z lewej burty i plan pokładu pancernika typu Radetzky

„Zrínyi” miał 137,5 m długości na linii wody oraz 138,8 m długości całkowitej. Miał 24,6 m szerokości i 8,1 m zanurzenia. Wyporność standardowa wynosiła 14 741 ton, zaś maksymalna 16 099 ton. Załoga składała się z 30 oficerów i 860 marynarzy. Tak samo jak reszta pancerników typu Radetzky, „Zrínyi” był mniejszy i gorzej uzbrojony od pancerników w innych flotach w tym samym czasie. Pomimo tego był jednym z pierwszych austro-węgierskich prawdziwych pełnomorskich okrętów wojennych. Napęd stanowiły dwie czterocylindrowe maszyny parowe potrójnego rozprężania o mocy 19 800 KM, co pozwalało osiągać prędkość 20,5 węzła. „Zrínyi” był pierwszym austro-węgierskim okrętem, który używał oleju opałowego do wspomagania jego 12 opalanych węglem kotłów parowych Yarrow. Maksymalny zasięg okrętu wynosił 4000 Mm przy prędkości 10 węzłów.
Uzbrojenie główne okrętu składało się z czterech dział kal. 305 mm L/45 w dwóch podwójnych wieżach. Szybkostrzelność wynosiła 3 pociski w pierwszej minucie ostrzału i od jednego do dwóch pocisków w każdej następnej minucie. Maksymalny kąt podniesienia dział sięgał od -4° do +20°. 138-kilogramowy ładunek prochu nadawał 450-kilogramowym pociskom przeciwpancernym prędkość 800 m/s, co przy maksymalnym podniesieniu lufy dawało zasięg ok. 20 000 m . Okręt miał ponadto silne uzbrojenie drugiego głównego kalibru, składające się z ośmiu dział Škoda kal. 240 mm L/45 w czterech podwójnych wieżach. Działa kal. 240 mm miały o około połowę mniejszą penetrację niż działa kal. 305 mm i o około 25% mniejszy zasięg. Artylerię średniego kalibru stanowiło 20 pojedynczych dział Škoda kal. 100 mm L/50. „Zrínyi” uzbrojony był również w kilka dział mniejszego kalibru, w tym sześć dział Škoda kal. 66 mm L/45, dwa działa desantowe kal. 66 mm, cztery szybkostrzelne działa Škoda kal. 47 mm L/44 i jedno szybkostrzelne działo Škoda kal. 47 mm L/33. Okręt posiadał też trzy podwodne wyrzutnie torpedowe kal. 450 mm, dwie na dziobie i jedną na rufie.

## Służba

### Czas pokoju
Po wejściu do służby w 1911 roku, pancernik został przypisany do I Dywizjonu Pancerników w I Eskadrze Bojowej. W 1912 roku „Zrínyi” razem ze swoimi siostrzanymi okrętami odbył rejs treningowy po wschodnim Morzu Śródziemnym. 26 marca cała trójka wraz z niszczycielem „Streiter” wyruszyła z Puli w rejs na wody greckie. Zatrzymano się wtedy w austro-węgierskiej Fasanie, a następnie w greckich portach nad Morzem Jońskim i zatokami Patraską i Koryncką: Patras (tam dołączył do nich na resztę podróży krążownik pancerny „Kaiserin und Königin Maria Theresia”), Korynt, Porto Itea, ponownie w Patras, Navarino, Zante oraz Argostoli na Kefalonii. Do Teodo powrócono 28 kwietnia.
4 listopada trzy pancerniki typu Radetzky, razem z krążownikiem lekkim „Admiral Spaun”, krążownikiem pancernopokładowym „Aspern” oraz niszczycielami „Uskoke” i „Wildfang” wyruszyły na rejs szkoleniowy na wody Lewantu, a przy okazji odwiedziły ogarnięty wojną rejon Morza Śródziemnego. 8 listopada okręty rozdzieliły się. „Zrínyi” popłynął w stronę zdobytych 8 listopada Salonik. Do 9 listopada przebywał w Kawali, następnie tego samego dnia stał pod pobliską wyspą Tasos. Od 10 do 16 listopada ponownie cumował w Kawali, by 17 listopada zawinąć do Salonik, gdzie pozostał do 24 listopada. Następnego dnia okręt spotkał się w pobliżu przylądka Matapan z powracającym zespołem pancerników, do którego dzień później dołączyły oba krążowniki. 28 listopada „Zrínyi” zawinął do portu w Fasanie, a 2 grudnia powrócił do Puli.
W 1913 roku okręt brał udział w międzynarodowym proteście na Morzu Jońskim przeciwko wojnom bałkańskim. Inne kraje reprezentowały m.in. brytyjski przeddrednot HMS „King Edward VII”, włoski przeddrednot „Ammiraglio di Saint Bon”, francuski krążownik pancerny „Edgar Quinet” i niemiecki krążownik lekki SMS „Breslau”. Najważniejszą akcją mieszanej floty, pod dowództwem brytyjskiego admirała Cecila Burneya była blokada czarnogórskiego wybrzeża. Celem blokady było uniemożliwienie serbskim posiłkom wsparcia oblężenia Szkodry, podczas którego wojska czarnogórskie oblegały połączone siły albańskie i osmańskie. Pod presją międzynarodowej blokady, Serbia wycofała swoje wojska ze Szkodry, która została zajęta przez wojsko lądowe sprzymierzonych.
19 marca 1913 roku trzy pancerniki typu Radetzky wypłynęły z Puli, a dwa dni później zawinęły w Meljine u wejścia do Zatoki Kotorskiej. W związku z międzynarodową blokadą morską wybrzeża Czarnogóry, 2 kwietnia pancerniki przybyły pod Antivari, aby następnego dnia przemieścić się pod ujście granicznej rzeki Bojana, gdzie czekał na nie międzynarodowy zespół okrętów. „Zrínyi” od 21 marca do 2 kwietnia stał w Teodo, potem pod Antivari, a 23 kwietnia zawinął do Kotoru. Od 12 maja do 3 czerwca stał u ujścia Bojany, a dwa dni później wrócił do Puli. Wypłynął stamtąd 20 czerwca i od 22 do 29 stał ponownie u ujścia Bojany. Następnie zaszedł na krótko do Meljine i od 30 czerwca do 23 lipca stał w Kotorze. Ponownie u ujścia Bojany spędził okres od 25 lipca do 3 sierpnia, a następnego dnia zawinął do Teodo.
Podczas blokady z pokładów pancerników typu Radetzky po raz pierwszy zostały użyte bojowo wodnosamoloty, dostarczone przez francuską firmę Donnet-Lévêque. Jednak marynarka austro-węgierska nie była zadowolona z operacji, jako że okrętom brakowało miejsca na pokładzie dla samolotów, jak również z powodu braku żurawi, za pomocą których można było łatwo wciągnąć samoloty z powrotem na pokład. Samoloty przeniesiono potem do hangaru w stoczni w Teodo. W 1913 roku cztery nowe drednoty typu Tegetthoff, jedyne drednoty zbudowane przez Austro-Węgry, powoli wchodziły do aktywnej służby. Wraz z nadejściem nowych pancerników, marynarka przeniosła trzy pancerniki typu Radetzky do II Dywizjonu Pancerników w I Eskadrze Bojowej.
5 marca 1914 roku „Zrínyi” zaszedł na krótko do Triestu. 30 marca wyruszył z Puli, dzień później wszedł i wyszedł z Kumboru, a następnie odbył długi rejs szkoleniowy do portów Turcji, Libanu, Egiptu, Malty i Albanii. Towarzyszyły mu drednoty „Tegetthoff” i „Viribus Unitis”. Okręty odwiedziły Smyrnę, Antalyę, Alanyę, Taşucu, Bejrut, Aleksandrię, Valettę, Wlorę i Durrës. Pancerniki powróciły do Puli 7 czerwca 1914 roku.

### I wojna światowa
W momencie zamachu w Sarajewie siły morskie Austro-Węgier składały się z pancerników typu Tegetthoff (z których SMS „Szent István” wciąż był w trakcie budowy), Radetzky i starszych typów Erzherzog Karl i Habsburg. Pod koniec lipca 1914 roku „Zrínyi” razem z resztą floty został zmobilizowany w celu osłony ucieczki SMS „Goeben” i SMS „Breslau”. Niemieckie okręty próbowały wyrwać się z Cieśniny Mesyńskiej, która była otoczona przez brytyjskie okręty i uciec do Turcji. Kiedy austro-węgierska flota była na wysokości Brindisi na południu Włoch, wieść o udanej ucieczce dotarła do Wiednia i okręty zostały odwołane.

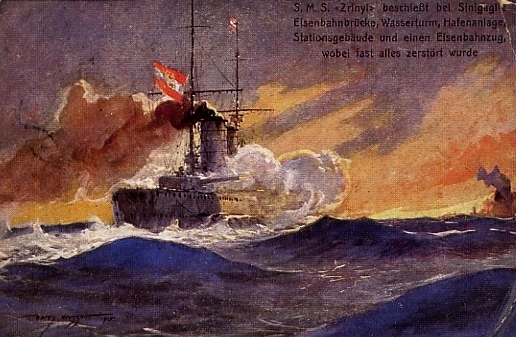
Pierwszowojenna pocztówka ukazująca SMS „Zrínyi” w pobliżu Senigallii podczas ostrzału Ankony

23 maja 1915 roku, pomiędzy dwoma a czterema godzinami po tym, jak deklaracja o wypowiedzeniu Austro-Węgrom wojny przez Włochy dotarła do głównej bazy morskiej w Puli, „Zrínyi” razem z resztą floty wyruszyły w celu ostrzelania włoskiego wybrzeża. Głównym celem była ważna baza morska w Ankonie , a następnie wybrzeże Czarnogóry. Bombardowanie Czarnogóry było częścią większej austro-węgierskiej kampanii przeciwko Królestwom Czarnogóry i Serbii, które w pierwszej połowie roku 1915 był członkami Ententy. O godzinie 2:00 „Zrínyi” razem z torpedowcami SM Tb IV i SM Tb VII odłączyły się od głównych sił i podeszły pod Senigallię, miejscowość w pobliżu Ankony. Tam pancernik otworzył ogień z odległości 3400 m. Pomiędzy 4:03 a 4:38 wystrzelił 15 pocisków kal. 305 mm przeciwko mostowi kolejowemu, 23 pociski kal. 240 mm przeciwko dworcowi, gdzie zostały trafione pociąg i wieża ciśnień, 55 pocisków kal. 100 mm przeciwko pociągowi i urządzeniom torowym. O godz. 4:53 nad powracającym pancernikiem pojawił się włoski sterowiec „Citta di Ferrara” i zrzucił kilka bomb, które udało się wymanewrować. O 5:25 okręt dołączył do głównych sił floty. Sam ostrzał Ankony był ogromnym sukcesem, a podczas trwania operacji okręty nie napotkały żadnego oporu. Podczas ostrzału okolic portu i prowincji zatopiono włoski parowiec, a na południu ciężko uszkodzono niszczyciel „Turbine”. Na lądzie ciężko uszkodzone zostały infrastruktura portu w Ankonie oraz okoliczne miasta. Instalacje kolejowe i portowe w mieście zostały zniszczone lub uszkodzone. Zneutralizowano również baterie nadbrzeżne. Innymi uszkodzonymi lub zniszczonymi obiektami było nabrzeże, magazyny, zbiorniki z paliwem, radiostacja i miejscowe baraki. Zginęło 63 Włochów, żołnierzy i cywilów. Zanim włoskie okręty z Taranto i Brindisi przybyły do Ankony, austro-węgierska flota była już z powrotem w Puli.
Celem ostrzału Ankony było opóźnienie wymarszu włoskich wojsk wzdłuż granicy z Austro-Węgrami, poprzez zniszczenie głównych dróg transportowych. Bombardowanie opóźniło wymarsz wojsk w Alpy o dwa tygodnie. Dało to Austro-Węgrom cenny czas na wzmocnienie granicy i przerzucenie części wojsk z frontu wschodniego i bałkańskiego.
Poza ostrzałem Ankony, austro-węgierskie pancerniki spędziły resztę wojny w Puli. Operacje zostały ograniczone przez admirała Antona Hausa, który wierzył, że musi oszczędzać swoje okręty w celu odparcia jakiejkolwiek włoskiej próby oblężenia wybrzeża Dalmacji. Od kiedy węgiel zaczęto przekazywać nowszym pancernikom typu Tegetthoff, reszta cesarskiej floty, w tym „Zrínyi”, operowały według strategii „floty w trwaniu” (ang. fleet in being). To zaowocowało aliancką blokadą Cieśniny Otranto. Mając flotę zablokowaną na Morzu Adriatyckim oraz znaczne niedobory węgla, Haus postanowił wcielić w życie strategię opierającą się na zastosowaniu pól minowych i okrętów podwodnych, aby zmniejszyć przewagę liczebną okrętów Ententy.

### Powojenny los

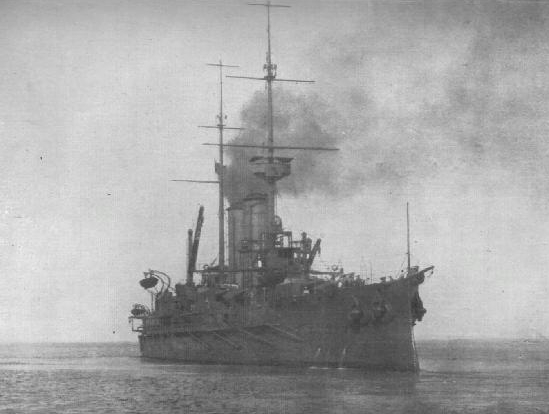
SMS „Zrínyi” po przekazaniu Stanom Zjednoczonym

Po upadku Austro-Węgier w 1918 roku, Austriacy chcieli przekazać swoje okręty nowo utworzonemu Państwu Słoweńców, Chorwatów i Serbów (później część Jugosławii), aby nie trafiły one w ręce Włochów. 5 listopada Włosi zajęli Pulę, i mimo że nie weszli na pokłady okrętów, to były one już właściwie w ich rękach. Bojąc się, że jeśli Włosi będą okupować port, to będą chcieli przejąć też pancerniki, 10 listopada 1918 roku, dzień przed rozejmem z Niemcami i sześć dni po rozejmie z Villa Giusti, jugosłowiańscy oficerowie wraz ze skompletowanymi na szybko załogami wypłynęli z Puli na pokładach pancerników „Radetzky” i „Zrínyi” . Kiedy okręty wypłynęły za falochron, zobaczyły zbliżającą się włoską flotę. Oba pancerniki podniosły amerykańską banderę i popłynęły na południe wzdłuż wybrzeża Adriatyku do zatoki Castelli w pobliżu Spolato. Jugosłowiańskie załogi poprosiły amerykańskie siły morskie, by te spotkały się z nimi i uznały ich poddanie się, co zostało wykonane przez grupę amerykańskich ścigaczy okrętów podwodnych. 22 listopada 1919 roku w Spalato (Split) w Dalmacji, chorwacki oficer Korvettenkapitän Marijan Polić przekazał okręt reprezentantom Stanów Zjednoczonych jako pryz wojenny . Tego samego dnia o godzinie 13:00 okręt został wprowadzony do służby jako USS „Zrínyi”, a dowództwo objął Lt. E.E. Hazlett z US Navy . Pierwsza amerykańska załoga składała się z czterech oficerów i 150 podoficerów i marynarzy, a następnie liczba ta zwiększyła się do łącznie 174 osób, poza dowódcą wyłącznie z United States Naval Reserve Force. Pancernik w chwili przekazania był w dobrym stanie, zmagazynowane wyżywienie było wystarczające, ale produkty były niskiej jakości. Brakowało jednak farb i części zamiennych. Okręt pozostał zacumowany w Spolato przez prawie rok, w czasie gdy negocjacje mające ustalić jego ostateczny los wciąż się przedłużały. Tylko raz silniki okrętu zostały uruchomione i stało się to, kiedy 9 lutego 1920 roku nad Spolato zerwała się gwałtowna wichura .
W lutym 1920 roku Włosi zażądali wydania im okrętów i przeprowadzenia ich do jednego z własnych portów, najlepiej Wenecji, przez US Navy. Włosi argumentowali swoje żądania chęcią uniknięcia samozatopienia pancerników i przekonanie, że 13 stycznia międzynarodowa komisja morska w Paryżu przekazała już je Włochom. Stany Zjednoczone odrzuciły te żądania, twierdząc, że przekazanie okrętów będzie możliwe dopiero po ratyfikacji traktatu pokojowego z Austro-Węgrami. 31 maja okręty oficjalnie przekazano Włochom. Kwestia zwrotu Słowianom nie była w ogóle brana pod uwagę. Jednak Amerykanie wciąż nie chcieli oddać okrętów i minęło kilka miesięcy, zanim wreszcie doszło do porozumienia. 18 października głównodowodzący siłami US Navy w tamtym rejonie otrzymał z Waszyngtonu rozkaz przekazania pancerników i wycofania się z Adriatyku. Rankiem 7 listopada 1920 roku, „Zrínyi” został wycofany ze służby. USS „Chattanooga” wziął pancernik na hol i, asystowany przez USS „Brooks” i USS „Hovey”, odholował go do okupowanej Puli, gdzie dotarł 15 listopada. Zgodnie z postanowieniami traktatów w Wersalu i Saint-Germain-en-Laye, „Zrínyi” został przekazany włoskiemu rządowi w Wenecji. Został zezłomowany pomiędzy 1920 i 1921 rokiem .